# Carl Lucius

Carl Lucius (1833–1877). Photographie von Leopold Haase & Comp., Berlin um 1874

Carl Lucius (* 3. Juli 1833 in Erfurt; † 1877) war ein Kaufmann und Reichstagsabgeordneter.
Lucius besuchte das Gymnasium in Erfurt und wurde Kaufmann. Zu seiner Ausbildung war er einige Jahre in England und Berlin. Von 1871 bis 1877 war er Mitglied des Deutschen Reichstags, wo er zur Fraktion des Zentrums gehörte. Er war Abgeordneter für den Wahlkreis Regierungsbezirk Aachen 5 (Geilenkirchen – Heinsberg – Erkelenz).